# エピデミック
エピデミック（英: epidemic、過感染）とは、世界保健機関 (WHO) の定義によると、明らかに正常な数値を超えた症例が地域や社会で発生していることを指す言葉である。

## 語源
後期ラテン語を経て、更にフランス語のépidémieからépidémiqueを経て英単語で名詞や形容詞として使われる言葉になった。

## 内容
エピデミックを表現する方法は人によって多種多様であり、ロンドン大学衛生熱帯医学大学院のロザリンド・エゴ准教授は、エピデミックをある地域で症状が広がり、ピークからあり、そこから症状者数などが減ることを指す言葉として説明している。
アメリカ疾病予防管理センター (CDC) によると、エピデミックはアウトブレイクと同じ定義を持っているが、アウトブレイクの方がより限られた地理的な地域を表している。
また、これが複数の国や大陸に広がる事態をパンデミックという。
エピデミックは、これまで流行がなかった地域に感染症がみられる予期せぬ状況を指す言葉でもあり、予測が困難なものとされている。

## 歴史
エピデミックという言葉を最初に用いたのは吟遊詩人の「ホメーロス」で、著書『オデュッセイア』に用いた。
後に、ヒポクラテスが自らの論文のタイトルに用いたことから医療的な意味もつけられた。
当時、エピデミックは赤痢や咳などの臨床症候群につけられていた。

## 実例
- 2020年1月に世界保健機関 (WHO) によって行われた緊急事態宣言 (PHEIC) では、新型コロナウイルス感染症 (COVID-19) の流行がエピデミックを引き起こしている状態にあることを認めている[10]。後に、この流行は全世界規模に拡大しており「パンデミック」として認められている[11]。
- 毎年のように流行するインフルエンザもこの一例に挙げられる[12]。

## 作品
ここではタイトルに「エピデミック」という言葉が入る作品、または内容がエピデミックに関する作品を紹介する。
- ラース・フォン・トリアー『エピデミック』(1987)
- 川端裕人『エピデミック』(2009)[13]